# آسیاب پشت تنگ
آسیاب پشت تنگ مربوط به سده‌های متاخر دوران‌های تاریخی پس از اسلام است و در شهرستان پل‌دختر، بخش مرکزی، دهستان جایدر، ۵ کیلومتری جنوب روستای میدان بزرگ واقع شده و این اثر در تاریخ ۲۸ اسفند ۱۳۸۵ با شمارهٔ ثبت ۱۸۴۳۰ به‌عنوان یکی از آثار ملی ایران به ثبت رسیده است.